# Тимохи (Ошмянський район)
Тимохи (біл. вёска Цімахі) — село в складі Ошмянського району Гродненської області, Білорусь. Село підпорядковане Гальшанській сільській раді, розташоване в північній частині області.

## Цікаві факти
Ймовірно, що назва села походить від чоловічого наймення Тимофій і його зменшеної форми Тимоха.
Кількість мешканців у селі зменшується:
- 1999 рік — 28 осіб
- 2010 рік — 22 осіб

Село знаходиться поруч західної межі Білорусі та Литви, тому неподалік нього знаходиться митно-прикордонний перехід «Котлівка»
Саме село розташоване поруч диковинного геологічно-природного ландшафту, сформованого льодовиком, в часи льодовикового періоду.